# Acer micranthum
Acer micranthum — вид квіткових рослин з родини сапіндових, ендемік Японії з островів Хонсю, Кюсю та Сікоку.

## Морфологічна характеристика
Це невелике, іноді кущове дерево, що росте 6–10 м заввишки, з тонкими дугоподібними гілками. Кора спочатку гладка і смугаста, на дорослих деревах вона стає грубою і тьмяно-сірою. Пагони і зимові бруньки темно-фіолетово-червоні. Листки 4–10 см завдовжки та 2–8 см завширшки, пальчасто-лопатеві, з п’ятьма глибоко зубчастими частками з довгими загостреними кінчиками та подвійно зазубреними краями та з характерними пучками оранжево-червоних волосків у пазухах головних жилок біля основи. листя; листкова ніжка 2–5 см завдовжки. Навесні листя стає червоним, а восени стає жовтим, оранжевим і червоним. Квіти утворюються на початку літа в китицях 4–10 см завдовжки, кожна квітка діаметром 4 мм, з п’ятьма жовтими або зеленувато-жовтими чашолистками та пелюстками; воно дводомне, з чоловічими та жіночими квітками на окремих деревах. Плід — парна крилатка з двома округлими горішками, кожна з яких має крило 1,5—2 см завдовжки; два крила, що розходяться майже горизонтально одне від одного.
Він найбільш близький до Acer tschonoskii, який замінює його північніше та на більших висотах у Японії; вони мають дуже схожу форму листя.

## Використання
Рідко трапляється в культурі